# Lo van Hensbergen
Lodewijk Gerard van Hensbergen (Sukabumi (Indonesië), 1 mei 1917 - Amsterdam, 21 februari 1987) was Nederlands acteur en regisseur. Hij verdedigde het aloude toneelspelersberoep in een tijd van vernieuwingen.
Van Hensbergen studeerde aanvankelijk psychologie aan de Universiteit van Amsterdam. Hij weigerde in de oorlog de loyaliteitsverklaring te tekenen en daardoor was hij niet in staat zijn doctoraal te halen. Hij dook onder bij Elise Hoomans en kwam via haar in contact met het toneel. Hij kreeg les van Ludwig Berger en later van Louis Saalborn.
Van Hensbergen is in 1946 getrouwd met actrice Elise Hoomans. Uit dit huwelijk had hij een dochter, actrice Bronwyn van Hensbergen.
Later trouwde hij met actrice Liane Saalborn. Zij zijn de ouders van auteur en librettiste Renée van Hensbergen (1948).
In 1945 begon hij zijn carrière met een rol in Ik breng geluk, in 1954 regisseerde hij voor het eerst een toneelstuk.
In 1961 won Van Hensbergen de ANV-Visser Neerlandia-prijs voor zijn zedencomedie Het tuinfeest.
Hij regisseerde de films Uit pure liefde (1981) en Wie is er bang voor Virginia Woolf? (1973).
Lo van Hensbergen overleed op 20 februari 1987 op 69-jarige leeftijd aan een hartaanval. 

## Filmografie

### Speelfilms
- Als je begrijpt wat ik bedoel (1983) (stem) - Burgemeester Dickerdack
- Mata Hari (1981)
- Malou (1981) - Pauls vader
- Nosferatu: Phantom der Nacht (1979)
- Uilenspiegel (1973) - Kardinaal
- Louisa, een woord van liefde (1972) - Deschamps
- The Little Ark (1972) - dhr. Tandema
- Mira (1971)
- Hans Brinker (1969) - dhr. Bouman
- De vuurproef (1968) - onder-gouverneur Danford
- Amsterdam Affair (1968) - magistraat
- Electra (1967) - Oude man
- Het Oponthoud (1967)
- De zaak Sacco en Vanzetti (1966) - gouverneur Fuller
- Het onderzoek (1966) - Getuige
- Plantage Tamarinde (1964) - Ir. Melchers
- Romeo & Julia (1964) - broeder Lorenzo
- De overval (1962) - De Vries
- Kermis in de Regen (1962) - Rechter-commissaris
- Lijmen (1962) - Dhr. Boorman
- Gevaarlijk tussenspel (1961) - Charles
- A Dog of Flanders (1960) - de priester

### Televisieseries
- Moordspel - Adriaan Lietaard (1987)
- Hotel de Witte Raaf (1982) - Oom Govert Sloopnagel
- Heidi (Japanse tekenfilmserie) (1981) (stem) - opa Berg
- Pommetje Horlepiep (1979) Eet Smakelijk Oom Henri - Oom Henri
- Ons goed recht - Mr. Wagemaker (1979)
- Van oude mensen, de dingen die voorbij gaan (1975) - Daan Dercksz
- De dag waarop de paus gekidnapt werd (1975) - paus

### Televisiespel
- Hartedief - Dokter